# 아르메니아의 여자 가수 목록
다음은 아르메니아의 여자 가수 목록이다.

## 가
- 루시네 게보르캰
- 아루스 굴라냔
- 아락사 귤자댠
- 아린 고얀
- 아르미네 그리고랸

## 나
- 가야네 네르시샨

## 다
- 벨라 다르비냔
- 엘리사베트 다니엘랸

## 라
- 알리 레보냔

## 마
- 슈잔 마르가랸
- 안나 마일랸
- 아락 만수랸
- 아나히트 메케타랸

## 바
- 카리네 바바야랸
- 록사나 바바얀
- 자르히 바바얀
- 릴리트 블레얀

## 사
- 소나 사르키샨
- 나데즈다 사륵샨
- 아르미네 사륵샨
- 아이다 사륵샨
- 라일라 사리베캰
- 소피아 사야댠
- 수잔나 사파랸
- 아나히트 사하캰
- 발랴 삼벨랸

## 아
- 로시 아르멘
- 아르민카
- 루잔 아베티캰
- 누네 예사얀
- 엘비라 우주얀
- 에르나 유즈바샨
- 소피 음케얀
- 라이사 음크르챤

## 자
- 루시네 자카랸

## 차
- 로사 글로리아 차고얀
- 자클린 차르크츠
- 마리아 츰슈캰

## 카
- 하스미크 카라페탼
- 아스트기크 카말랸
- 아일린 카차투랸
- 루비나 칼란타랸

## 타
- 자라 토니캰

## 파
- 하스미크 파피얀
- 엠마 파피캰
- 슈샨 페트로샨
- 엠마 페트로샨
- 크리스티네 페펠랸
- 릴리트 피포얀

## 하
- 아르미네 하이라페탼
- 안젤리카 하르튜냔
- 마리아나 하르튜냔
- 하스미크 하르튜냔
- 하스미크 하차고르챤
- 오펠야 함바르주먄
- 가야네 홉한니샨